# Carl Czerny
Carl Czerny (včasih tudi Karl, avstrijski pianist, skladatelj in pedagog, * 21. februar 1791, Dunaj, † 15. julij 1857, Dunaj.
Prvo glasbeno izobrazbo mu je posredoval njegov oče, nato pa je študiral pri Johannu Nepomuku Hummlu, Salieriju in Beethovnu. Bil je čudežni otrok, na svojem prvem javnem nastopu (1800) pa je izvedel Mozartov klavirski koncert. Leta 1812 je krstno izvedel Beethovnov Klavirski koncert št. 5 (»Emperor«).
Že s 15-imi leti je postal učitelj klavirja, med mnogimi njegovimi učenci je bil tudi Franz Liszt, ki mu je kasneje posvetil svoje Transcendentne etude. Czerny je bil eden prvih, ki je skladbo imenoval Etuda (vaja). Skomponiral je ogromno število skladb (oštevilčene so do op. 861), vštevši maše, rekvijeme, več simfonij, koncertov, sonat in godalnih kvartetov. Njegova glasba, z izjemo didaktičnih klavirskih skladb za mlade pianiste, ni več izvajana. 